# Буглаки (Черниговская область)
Буглаки́ (укр. Буглаки) — село, расположенное на территории Бобровицкого района Черниговской области (Украина).
Население составляет 32 жителя (2006 год). Плотность населения — 51,95 чел/кв.км.
Впервые упоминается в 1150 году.
Село Буглаки находится примерно в 18 километрах к востоку от центра города Бобровица. Средняя высота населённого пункта — 135 метров над уровнем моря. Село находится в зоне умеренно континентального климата.
Национальный состав представлен преимущественно украинцами, конфессиональный состав — христианами.